# Edmund Wilson
Edmund Wilson (Red Bank, Nova Jersey, 8 de maig de 1895 – Talcottville, Nova York, 12 de juny de 1972) fou un escriptor estatunidenc que va destacar com a crític literari. Els treballs crítics de Wilson van contribuir perquè novel·listes nord-americans com Ernest Hemingway, John Dos Passos, William Faulkner, F. Scott Fitzgerald i Vladimir Nabokov aconseguissin l'estima del públic. En un article en The Guardian, el pensador Isaiah Berlin va declarar Wilson "el darrer gran crític en la tradició de Johnson, Sainte-Beuve, Belinski i Matthew Arnold… Se n'ha anat, i no ens n'ha deixat cap d'igual."

## Biografia
Wilson va estudiar a The Hill School i a la Universitat de Princeton. Va començar la carrera d'escriptor com a reporter al New York Sun, i es va allistar en l'exèrcit durant la Primera Guerra Mundial.
Va ser director de Vanity Fair entre 1920 i 1921, i després va treballar en The New Republic i The New Yorker.
Les primeres obres de Wilson estan molt influïdes per les idees de Sigmund Freud i Karl Marx, en el treball de les quals estava molt interessat.

## Algunes obres
- Axel's Castle: A Study in the Imaginative Literature of 1870-1930, New York, NY: Charles Scribner's Sons, 1931.
- To the Finland Station: A Study in the Writing and Acting of History, Garden City, NY: Doubleday, 1940.
- The Wound and the Bow: Seven Studies in Literature, Cambridge, MA: Riverside Press, 1941.
- Memoirs of Hecate County, Garden City, NY: Doubleday 1946.
- The Triple Thinkers: Twelve Essays on Literary Subjects, New York, NY: Farrar, Straus and Giroux, 1948.
- Red, Black, Blond and Olive, London: W. H. Allen, 1956.
- Classics and Commercials: A Literary Chronicle of the Forties, New York, NY: Farrar, Straus and Co, 1950.
- The Scrolls from the Dead Sea, Fontana Books, 1955.
- A Piece of My Mind: Reflections at Sixty, New York, NY: Farrar, Straus and Cudahy, 1956.
- Patriotic Gore: Studies in the Literature of the American Civil War, New York, NY: Farrar, Straus and Giroux, 1962.
- The Cold War and the Income Tax: A protest, New York, NY: Farrar, Straus and Co., 1964.
- Europe without Baedeker: Sketches among the Ruins of Italy, Greece and England, with Notes from a European Diary: 1963-1964, London: Rupert Hart-Davis, 1967.
- The Bit Between My Teeth: A Literary Chronicle of 1950-1965, New York, NY: Farrar, Straus and Giroux, 1966.
- Apologies to the Iroquois, New York, NY: Vintage, 1960.
- The Shores of Light: A Literary Chronicle of the Twenties and Thirties, New York, NY: Farrar, Straus and Young, 1953.
- The American Earthquake: A Documentary of the Twenties and Thirties, Garden City, NY: Doubleday, 1958.
- The Twenties
- The Thirties
- The Forties
- The Fifties
- The Sixties: The Last Journal 1960-1972, New York, NY: The Noonday Press, 1993.
- Editor, The Shock of Recognition, New York, NY: Modern Library, 1943.